# J. Bezerra
José Alves Bezerra, mais conhecido como J. Bezerra (Carolina, 08 de fevereiro de 1939) é um pintor e ilustrador brasileiro. 

## Biografia
J. Bezerra nasceu no interior do Maranhão, na cidade de Carolina, a 08 de fevereiro de 1939, sendo filho de Artur Alves Bezerra e Laudelina Alves Bezerra. 
Ainda adolescente muda-se para o Rio de Janeiro, onde a partir de 1957 começa a trabalhar como ilustrador de uma editora de livros infanto-juvenis. 
Entre 1960 a 1973 trabalhou para várias editoras, dentre elas a Rio Gráfica Editora, como ilustrador e desenhista de histórias em quadrinhos. Também escreveu (e ilustrou) contos infanto-juvenil. Ilustrou enciclopédias, livros didáticos, obras de autores clássicos e modernos além de obras poéticas e filosóficas. Trabalhou em agências de publicidade como ilustrador, programador visual e design.
Como pintor, sob influência de artistas chineses e europeus, iniciou seus primeiros trabalhos em 1964. 
Manteve amizade íntima com alguns intelectuais, dentre eles Paschoal Carlos Magno, de quem ilustrou o livro de poemas Cantigas do Cavaleiro (1981). 
Possui obras em coleções públicas e particulares no Brasil, Estados Unidos, Canadá, diversos países da Europa e Oriente Médio.

“
Um quadro jamais deve ser visto apenas como uma superfície colorida; ele é sobretudo um caminho que nos conduz por regiões desconhecidas que ultrapassam o próprio quadro ampliando a nossa compreensão da realidade e conduzindo-nos para novas regiões da percepção. Em meu processo atual de trabalho, quando inicio um quadro, o primeiro estágio é totalmente espontâneo, quase inconsciente; por vezes o é totalmente, a partir do segundo estágio, porém, tudo é calculado com rigor. Isso acontece mesmo quando o quadro toma conta de mim, dizendo-me o rumo a seguir - o que se tornou também normal em meu trabalho. Minha pintura atual, antes de ser um trabalho artesanal representa acima de tudo uma grande aventura mental. Nesta aventura, procuro substituir o poder imperativo da lógica e do racional por um sentimento muito mais profundo, que resulta da emoção poética. Esse sentimento se situa num plano oposto ao da razão, mas, é nesse rumo, na obsessão de um avanço das aspirações humanas em que se apóiam as bases da minha arte. - J. Bezerra
”

— 
Realizou exposições no Museu de Arte de São Paulo - MASP (1967, 1977 e 1978), dentre várias galerias ao longo dos anos. Na Alemanha participou da exposição Brasilianische Kunst (1980), das exposições Peintres Brésiliens (1981) e Semaine de L'Art Brésilien (1982), na França e Canadá, respectivamente. Ainda na França, em 1986, expôs no Nouveau Salon de Paris, do Centre International D'Art Contemporain. 
É ocupante da cadeira de n.º 5 da Academia Brasileira de Belas Artes, tendo sido admitido em 2010. 
Atualmente reside no Rio de Janeiro, com sua esposa Iracema Bezerra, com quem teve os filhos Gessé, Jeremias, Joás, Joel, Joede, Sheila, Iracema e Isaias. 